# Таранда, Гедиминас Леонович
Гедими́нас Лео́нович Таранда́ (лит. Gediminas Taranda; род. 26 февраля 1961, Калининград, РСФСР, СССР) — советский и российский артист балета, солист балета Большого театра (до 1993 года), антрепренёр и актёр. Заслуженный деятель искусств Российской Федерации (2004).

## Биография
Гедиминас Таранда родился 26 февраля 1961 года в Калининграде, где его отец Леонас служил полковником. По отцу Таранда — литовец, мать (девичья фамилия — Соловьёва) — из казачек. Когда родители будущего артиста развелись, мать вместе с сыновьями переехала в Воронеж. В подростковом возрасте будущий танцовщик занимался борьбой.
Мать Таранды работала бухгалтером в Воронежском театре оперы и балета, поэтому сын пересмотрел все спектакли. Под влиянием этого в 1974 году он поступил в Воронежское хореографическое училище, а вскоре, в 1976 году, — и в Московское хореографическое училище. По распределению Гедиминас Таранда попал в Большой театр.
В редакциях спектаклей Юрия Григоровича «Раймонда» и «Золотой век» Таранда исполнял партии Абдерахмана и Яшки. В 1984 году он впервые оказался на гастролях за рубежом — в Мексике. В связи с этим целых четыре года оказался невыездным. В конце концов, в 1993 году Таранда был уволен из Большого театра.
В 1994 году Таранда создал собственную труппу «Имперский русский балет». Сегодня труппа насчитывает 40 человек, в репертуаре театра — 15 балетов. В 2004 году Таранда был принят в штат театра имени Моссовета как актёр.
С 2012 года Таранда — соучредитель фонда «Культурно-просветительское движение „Содействие творческому образованию“». Президент балетного фестиваля «Гран Па».

### Личная жизнь
Известно, что Гедиминас Таранда был женат трижды. Последняя супруга — артистка балета Анастасия Дриго, дочь 'Дейманте (род. 2004). Ранее утверждалось также, что у артиста есть внебрачная дочь Елизавета (род. 1994), рождённая в результате случайной связи с ведущей телепрограммы Первого канала «Доброе утро» Мариной Барановой.

## Звания
- Заслуженный деятель искусств Российской Федерации (2004)[4]